# Manuel Antonio Cardoso Leal
Manuel Antonio Cardoso (Paços de Ferreira, 7 d'abril de 1983) és un ciclista portuguès, ja retirat, que fou professional del 2006 al 2015. Durant la seva carrera esportiva va córrer als equips Riberalves-Boavista, Liberty Seguros, Footon-Servetto-Fuji, Team RadioShack, Caja Rural-Seguros RGA i Tavira.
En el seu palmarès destaca el campionat de Portugal en ruta de 2009 i 2012, així com diverses etapes a la Volta a Portugal i una etapa al Tour Down Under i a la Volta a Catalunya. El 2012 va prendre part en els Jocs Olímpics d'Estiu de Londres.

## Palmarès
- 2004
  - Vencedor d'una etapa de la Volta a Portugal
  - Vencedor d'una etapa del Gran Premi Gondomar
- 2005
  - Vencedor d'una etapa de la Volta a Portugal
  - Vencedor d'una etapa del Gran Premi Barbot
- 2006
  - Vencedor d'una etapa de la Volta a Portugal
- 2007
  - 1r al Premi d'Obertura
  - 1r al Trofeu Sergio Paulinho
  - 1r a la Clàssica da Primavera
  - Vencedor de 2 etapes de la Vuelta Ciclista Internacional a Extremadura
  - Vencedor de 2 etapes del Gran Premi Abimota
  - Vencedor de 2 etapes del Gran Premi Vinhos da Estremadura
  - Vencedor d'una etapa de la Volta ao Sotavento Algarvio
  - Vencedor d'una etapa del Gran Premi Gondomar
- 2008
  - 1r al Trofeu Sergio Paulinho
  - Vencedor de 2 etapes de la Volta ao Distrito de Santarém
  - Vencedor de 2 etapes de la Volta ao Alentejo
  - Vencedor de 2 etapes del Gran Premi Crédito Agrícola
  - Vencedor d'una etapa de la Volta a la Comunitat de Madrid
- 2009
  -  Campió de Portugal en ruta
  - Vencedor de 2 etapes del Trofeu Joaquim Agostinho
  - Vencedor d'una etapa de la Volta a Portugal
  - Vencedor d'una etapa de la Tropicale Amissa Bongo
  - Vencedor d'una etapa del Circuit de Lorena
  - Vencedor d'una etapa del Gran Premi International CTT Correios de Portugal
  - Vencedor d'una etapa del Gran Premi Crédito Agrícola
- 2010
  - Vencedor d'una etapa del Tour Down Under
- 2011
  - Vencedor d'una etapa a la Volta a Catalunya
- 2012
  -  Campió de Portugal en ruta
  - Vencedor d'una etapa a la Volta a Castella i Lleó
- 2013
  - Vencedor d'una etapa de la Volta a Portugal i classificació per punts
- 2014
  - Vencedor de 4 etapes de la Volta al Marroc
  - Vencedor d'una etapa de la Volta a l'Alentejo
  - Vencedor d'una etapa de la Volta a Portugal

### Resultats al Tour de França
- 2010. No surt (1a etapa)

### Resultats a la Volta a Espanya
- 2010. 128è de la classificació general